# Glenmorangie
Glenmorangie (pronunciado con el acento en la segunda sílaba: listenⓘ; se cree que el topónimo deriva del gaélico Gleann Mòr na Sìth "glen of tranquillity" o Gleann Mór-innse "glen de grandes prados") es una destilería en Tain, Ross-shire, Escocia, que produce single malt Whisky escocés. La destilería es propiedad de The Glenmorangie Company Ltd (una filial de Louis Vuitton Moët Hennessy), cuyo principal producto es la gama de whisky de malta única Glenmorangie. Glenmorangie está clasificada como una destilería de Highland y cuenta con los alambiques más altos de Escocia. Está disponible en embotellados originales, de 18 y 25 años, embotellados en barricas especiales, acabados en barricas, embotellados extra madurados y una gama de embotellados de edición especial.

## Historia
Las leyendas cuentan que en Tain y sus alrededores se producían bebidas alcohólicas de uno u otro tipo desde la Edad Media.
Según la Glenmorangie Company, el primer registro de producción de alcohol en la granja Morangie data de 1703. En la década de 1730 se construyó en el lugar una cervecería que compartía la fuente de agua de la granja, el manantial de Tarlogie. Un antiguo director de destilería, William Matheson, adquirió la granja en 1843 y convirtió la cervecería de Morangie en una destilería, equipada con dosalambiques de gin manuales . Más tarde rebautizó la destilería con el nombre de Glen morangie.
La destilería fue adquirida por su principal cliente, la empresa de Leith Macdonald and Muir, en 1918. The Macdonald family would retain control of the company for almost 90 years.
Glenmorangie, como todas las destilerías y cervecerías de Gran Bretaña, sufrió terriblemente entre 1920 y 1950, con la Prohibición y luego la Gran Depresión en Estados Unidos, que redujo las ventas de whisky. La destilería fue efectivamente mothballed entre 1931 y 1936. La depresión terminó con la Segunda Guerra Mundial, pero el esfuerzo bélico hizo que el combustible y la cebada escasearan y la destilería volvió a quedar inactiva entre 1941 y 1944. Las exportaciones de whisky fueron importantes durante la guerra, pero la acción del enemigo interrumpió y destruyó las entregas a Estados Unidos y Canadá.
Hacia el final de la guerra y en la inmediata posguerra, la destilería aumentó su producción y en 1948 funcionaba a pleno rendimiento. El número de alambiques pasó de dos a cuatro en 1977. El suministro de agua se convirtió en una preocupación durante la década de 1980, cuando parecía probable el desarrollo de los terrenos alrededor de los manantiales de Tarlogie. El desarrollo podría haber reducido la calidad y la cantidad de agua disponible para la destilería, por lo que se tomó la decisión de comprar alrededor de 600 acres (2,4 km²) de terrenos alrededor de los manantiales de Tarlogie. La destilería volvió a expandirse en 1990, cuando se añadieron otros cuatro alambiques, y en 2002 se añadieron otros dos recipientes de fermentación (o washbacks). En 2009 se añadieron cuatro nuevos alambiques, con lo que el total es de doce.
La familia Macdonald conservó la propiedad del 52% de la empresa a través de una complicada cotización en la bolsa de Londres que hizo que la familia tuviera la mayoría de las acciones con derecho a voto de la empresa. En 2004, la empresa fue vendida a la compañía francesa de bebidas Moët Hennessy Louis Vuitton por unos 300 millones de libras..
Tras el cambio de propietario, la línea de productos Glenmorangie se renueva para aumentar su atractivo en el mercado de artículos de lujo en el extranjero. Se introdujo una nueva botella, más curvilínea, y los whiskies Wood Finish recibieron nuevos nombres como The Quinta Ruban, Nectar d'Or y LaSanta. Según el profesor Paul Freathy, director del Instituto de Estudios Minoristas de la Universidad de Stirling, "los nombres que suenan a francés son una innovación inusual, porque lo que hace único al whisky es el vínculo tradicional con Escocia. Es una estrategia valiente".
Durante algunos años, The Glenmorangie Company suministró su whisky para la producción de whisky mezclado de "marca propia" por parte de grupos de supermercados. The practice ceased in 2009 when it sold off the Glen Moray brand.
Glenmorangie ha sido el whisky de malta más vendido en Escocia de forma casi ininterrumpida desde 1983, y produce unos 10 millones de botellas al año, de las cuales entre 6 y 6,5 millones se venden en el Reino Unido. A nivel mundial, Glenmorangie tiene una cuota del 6% del mercado de malta.

## Producción

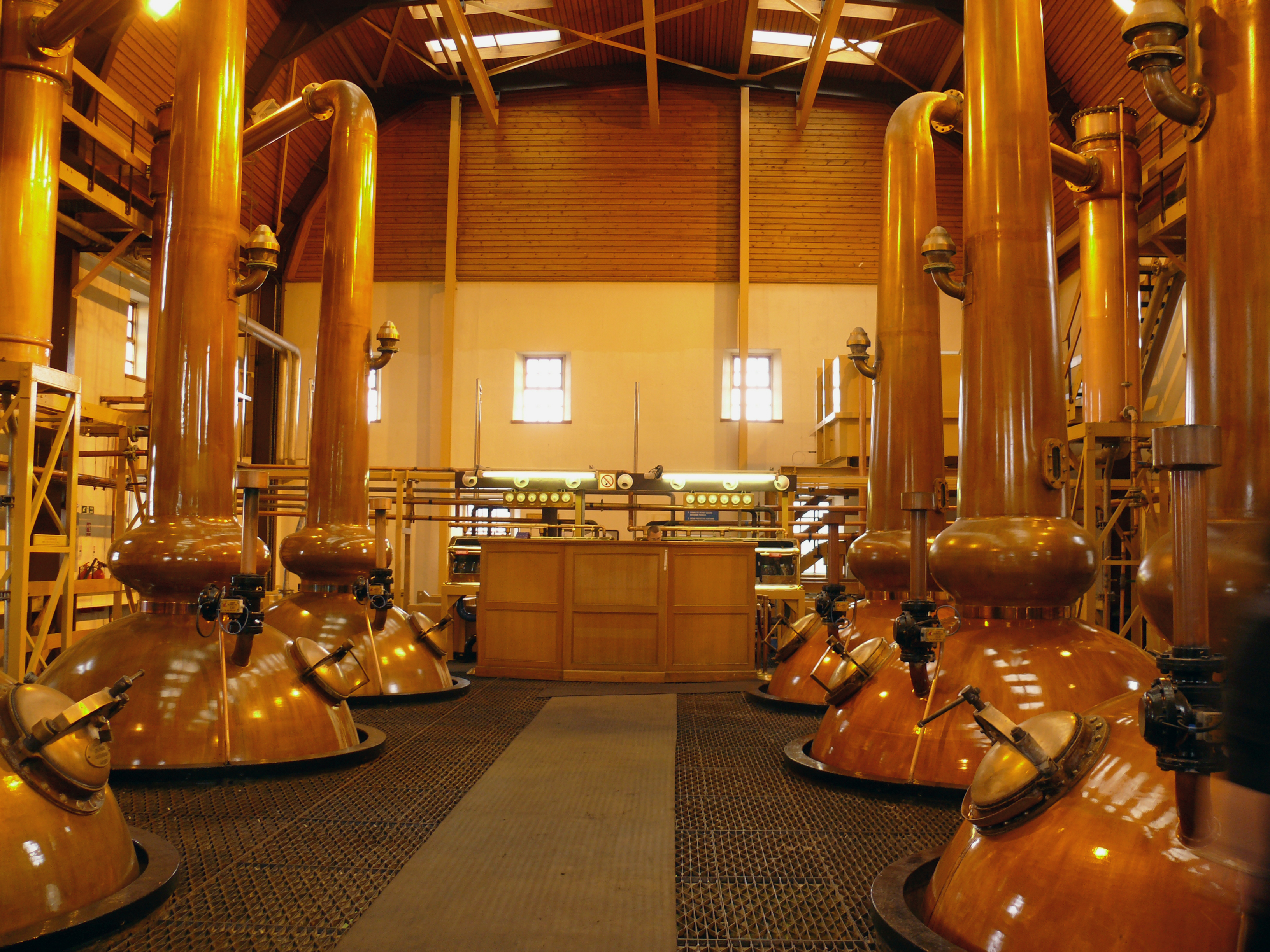
The stills which stand 26 ft high

La fuente de agua de Glenmorangie es el manantial de Tarlogie, situado en las colinas de Tarlogie, por encima de la destilería. El grano de cebada lo suministra Highland Grain Ltd, una cooperativa de agricultores de la zona. Los alambiques utilizados, los más altos de Escocia con 26 pies 3 plg (8 m) de altura, con 16 pies 10,25 pulgadas (5,1 m) cuellos, La empresa afirma que producen un sabor extremadamente ligero. El proceso de destilación fue llevado a cabo durante décadas por una plantilla de 16 personas, conocidas como The Sixteen Men of Tain, que trabajaban todo el año, con la excepción de las Navidades y los periodos de mantenimiento. Expansion of production since 2008 has led to a larger staff of 24, who are now referred to on bottles and in promotional leaflets just as The Men of Tain.

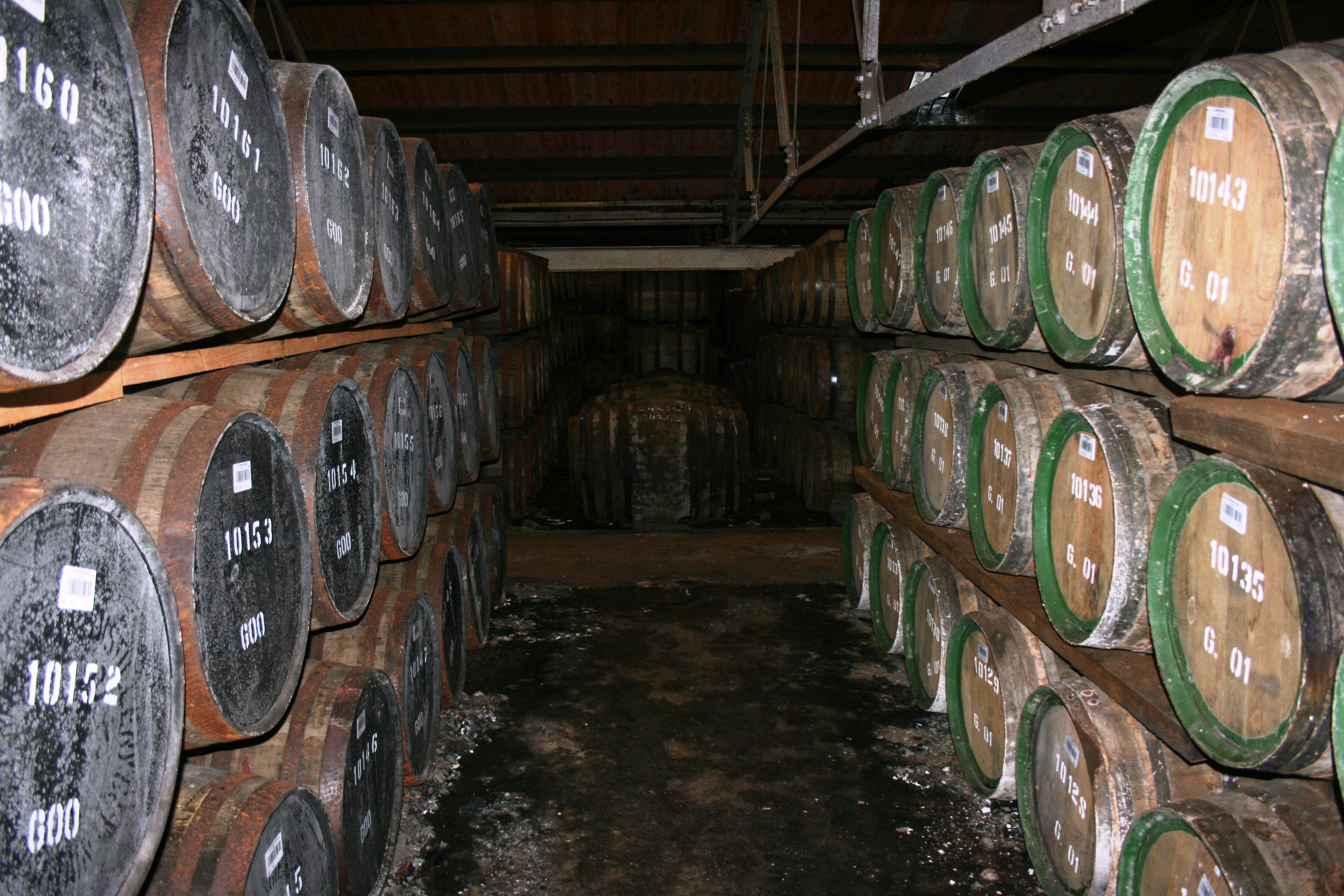
Casks maturing at The Glenmorangie Distillery

Glenmorangie utiliza varios tipos de barricas, y todos los productos se maduran en barricas de roble blanco que se fabrican a partir de los árboles que crecen en el propio bosque de Glenmorangie en las Montañas de Ozark de Missouri, Estados Unidos. Estas barricas nuevas se dejan airear durante dos años antes de alquilarlas a los destiladores Jack Daniel's y Heaven Hill para que maduren en ellas el bourbon durante cuatro años. Glenmorangie utiliza entonces las barricas para madurar su bebida. La gama Original madura por completo en barricas de ex-bourbon, mientras que la gama de embotellados Extra Matured se transfiere a barricas que se utilizaron previamente para madurar otros productos, como vino, oporto o jerez, en un proceso denominado acabado. Estos productos forman parte de la gama habitual de productos que elabora Glenmorangie. Glenmorangie también obtiene pequeños lotes de otras barricas para el acabado y lanza embotellados de edición limitada con ellas. Tras la adquisición por parte de LVMH, Glenmorangie produjo una rara edición limitada envejecida en barricas utilizadas anteriormente para madurar Château Margaux; estas botellas son ahora (2011) extremadamente difíciles de encontrar y tienen un precio acorde.
Se cree que los almacenes en los que se guardan las barricas también afectan al sabor del whisky. Glenmorangie ha lanzado una edición especial titulada Cellar 13, que procede del almacén más cercano al mar, ya que se cree que el whisky tiene un sabor característico.
El embotellado de las marcas Glenmorangie y Ardbeg se lleva a cabo en la planta de embotellado de The Glenmorangie Company, construida expresamente en The Alba Campus en Livingston, West Lothian, a las afueras de Edimburgo, Escocia. Glenmorangie embotellaba anteriormente Drambuie en una empresa conjunta con Drambuie Company; este acuerdo terminó en 2010.

## Pronunciación
Glen-MOR-angie: 
el nombre del whisky es  /ɡlɛnˈmɒrəndʒi/ glen-MORR-ən-jee, con el acento en el "mor" y rimando con orangey (no */ˌɡlɛnmɔˈrændʒi/ GLEN-mor-AN-jee como se suele pronunciar mal).[cita requerida]

## Embotellados
Core Range: 
Original, 
Lasanta, 
Quinta Ruban, and 
Nectar D'Or.
Prestige Range: 
18, 
19,
25, 
Signet, 
Pride 1981, 
Pride 1978, 
Pride 1974, and
Grand Vintage Malt 1990.
Private Edition Range:  
(1st Annual Release) Sonnalta PX; 2010, 
(2) Finealta; 2011, 
(3) Artein; 2012, 
(4) Ealanta; 2013, 
(5) Companta; 2014, 
(6) Tùsail; 2015, 
(7) Milsean; 2016,
(8) Bacalta; 2017,
(9) Spios; 2018, and  
(10) Allta; 2019.
Legend Collection: 
Tarlogan, 
Tayne, 
Duthac, 
Dornoc, and
Cadboll.
Limited Edition Range: 
Astar 2009 and 2017, 
A Midwinter Night's Dram 2015 and 2017, and
Cadboll Estate 2020.
Cask Masters Selections:
Taghta 2014 (Sherry Cask).

## Elogios
Los productos de Glenmorangie suelen obtener puntuaciones muy elevadas en los concursos internacionales de calificación de bebidas espirituosas y en los organismos de evaluación de bebidas alcohólicas. Sus licores de malta de 12 años y 18 años, por ejemplo, nunca han recibido menos de una medalla de plata en el San Francisco World Spirits Competitions. El Lasanta de 12 años ha sido colocado en el percentil 10 de todos los whiskies por Proof66.com, que agrega calificaciones de licores de la San Francisco World Spirits Competition, Wine Enthusiast, y otros.
En los últimos cinco años, Glenmorangie ha ganado más premios "Gold Best in Class" que cualquier otro whisky escocés de malta de la International Wine and Spirits Competition. En 2012, la IWSC concedió a The Glenmorangie Company el título de Destilador del Año.
Glenmorangie Quarter Century ganó el premio al mejor whisky de malta de las Highlands en los World Whisky Awards 2013.

## Cultura popular
El guitarrista de jazz fusión, Allan Holdsworth, publicó un álbum llamado The Sixteen Men of Tain en 2000.
En la película de 1986 Highlander, Conner MacLeod, interpretado por Christopher Lambert, pide un "Glenmorangie doble con hielo".

### Notes
1. ↑  La traducción de "Glen de la Tranquilidad" que se da a entender en los anuncios de Glenmorangie deriva de la expresión similar Gleann Mòr na Sìth, "gran valle de la paz"; al menos ésta fue la explicación que se dio en respuesta a una queja presentada en 2003 ante la Autoridad Escocesa de Normas Publicitarias sobre el supuesto error de traducción ASA.org.uk Archivado el 10 de febrero de 2009 en Wayback Machine.
2. 1 2 3 4 5  «Glenmorangie Single Malt Scotch Whisky». Glenmorangie. Archivado desde el original el 1 de septiembre de 2007. Consultado el 29 de septiembre de 2007.
3. ↑  Daniel Lerner, Single Malt and Scotch Whisky: Select and Savor over 200 Brands and Varieties, Black Dog and Leventhal Publishers, Inc., 1997. ISBN 1-884822-76-2.
4. 1 2 3  «Glenmorange Distillery». The Distilleries of Scotland. Consultado el 29 de septiembre de 2007.
5. ↑  «Anticipated acquisition by Moët Hennessy S.N.C. of Glenmorangie plc». Office of Fair Trading. 17 de diciembre de 2004. Archivado desde el original el 15 de diciembre de 2007. Consultado el 29 de septiembre de 2007.
6. ↑  Moore, Charlotte (22 de octubre de 2004). «Family sells Glenmorangie to cognac maker». The Guardian. Consultado el 23 de marzo de 2014.
7. ↑  «Glenmorangie takes a oui step towards luxury on the continent». Herald Scotland. Consultado el 22 de febrero de 2015.
8. ↑  Friedli, Douglas (29 de agosto de 2004). «Not so tranquil now». The Scotsman (UK). Consultado el 29 de septiembre de 2007.
9. ↑  Crawford, Alan (29 de agosto de 2004). «The Great Whisky Myth». Sunday Herald. Consultado el 29 de septiembre de 2007.
10. ↑  Darroch, Valerie (24 de octubre de 2004). «Glenmorangie sale buys new owners a footing in the global whisky». The Sunday Herald. Consultado el 29 de septiembre de 2007.
11. ↑  «Highland Grain Limited – News». 21 de marzo de 2007. Archivado desde el original el 15 de diciembre de 2007. Consultado el 29 de septiembre de 2007.
12. 1 2  «Our Stories - Glenmorangie Single Malt Scotch Whisky». Glenmorangie. Archivado desde el original el 10 de febrero de 2014. Consultado el 22 de febrero de 2015.
13. ↑  «Glenmorangie Distillery Profile». The Scotch Malt Whisky Society. Archivado desde el original el 15 de junio de 2011. Consultado el 29 de septiembre de 2007.
14. ↑  Darroch, Valerie (21 de abril de 2002). «Raising a glass to new friends; The myth is it's an old man's drink.». The Sunday Herald. Consultado el 29 de septiembre de 2007.
15. ↑  «Glenmorange Distillery Visit». Royalmilewhiskies.com. Archivado desde el original el 9 de noviembre de 2007. Consultado el 29 de septiembre de 2007.
16. ↑  «Glenmorangie: Northern Highlands distillery». Scotland: Whisky and Distilleries. Archivado desde el original el 29 de marzo de 2004. Consultado el 29 de septiembre de 2007.
17. ↑  «Glen Moray». The Whisky Guide. Archivado desde el original el 14 de agosto de 2007. Consultado el 29 de septiembre de 2007.
18. ↑  Bradley, Jane (28 de marzo de 2009). «Morrison Bowmore seals Deal». The Scotsman (UK). Consultado el 8 de abril de 2009.
19. ↑  «Pronunciation». [www.dcs.ed.ac.uk/home/jhb/whisky/index.html The Edinburgh Malt Whisky Tour]. Consultado el 1 de agosto de 2010.
20. ↑  «Proof66.com Website for Glenmorangie». Archivado desde el original el 15 de octubre de 2012. Consultado el 17 de octubre de 2012.
21. ↑  «Proof66.com Website for Glenmorangie's 12-year Lasanta». Archivado desde el original el 5 de octubre de 2012. Consultado el 17 de octubre de 2012.
22. ↑  «Glenmorangie is the Best of the Best». Archivado desde el original el 11 de octubre de 2011. Consultado el 6 de septiembre de 2011.
23. ↑  «Glenmorangie Quarter Century wins Best Highland Single Malt award». Archivado desde el original el 12 de mayo de 2013. Consultado el 10 de mayo de 2013.
24. ↑  Adler, David R. «The Sixteen Men of Tain - Allan Holdsworth». AllMusic. Rovi Corporation. Consultado el 13 de julio de 2014.

### Bibliography
- Bernhardt, Ralf; Würsching, Hans Georg (2005). The Glenmorangie Single Highland Malt Scotch Whisky Collector's Guide. Einhausen, Germany: Cluaran. ISBN 978-3980934435.